# Senarco di Seleucia
Senarco o Xenarco di Seleucia (in greco antico: Ξέναρχος?, Xénarchos; Seleucia di Cilicia, ... – Roma, I secolo a.C.) è stato un filosofo greco antico.

## Biografia
Da Strabone, unica fonte biografica, apprendiamo che Senarco era originario di Seleucia sul Calicadno in Cilicia Tracheia, ma che trascorse gran parte della sua vita lontano dalla patria, insegnando filosofia prima ad Alessandria, poi ad Atene, e infine a Roma, tanto che Strabone aggiunge di aver frequentato personalmente le sue lezioni. 
Infine, il geografo  nomina due persone che devono essere state molto importanti nella vita del maestro, ossia Ario e l’imperatore Augusto. Ario è Ario di Alessandria, un filosofo che potrebbe essere stato la stessa persona del dossografo Ario Didimo e il filosofo stoico elencati nell'indice locupletior alle Vite di Diogene Laerzio: non era solo un amico, ma anche insegnante e confidente di Augusto, suo consigliere e un membro molto influente della cerchia più ristretta del princeps.  
Strabone sembra suggerire che l'amicizia con Ario abbia avuto un ruolo significativo nella carriera di Senarco, che era probabilmente debitore della sua amicizia con Augusto ad Ario. 
Sulla base di queste informazioni biografiche, possiamo datare l’attività di Senarco alla seconda metà del I secolo a.C., almeno nella piena età augustea, visto che sempre Strabone afferma: «è stato tenuto in onore fino alla vecchiaia; la sua vista era diventata difettosa poco prima della fine e morì di malattia».

## Opere e dottrina
Senarco fu un peripatetico, anche se respinse su molte questioni le teorie di Aristotele, negando l'esistenza dell'etere con il trattato Contro il quinto elemento. È, inoltre, menzionato da Simplicio: Simplicio lo presenta senza menzionare la sua affiliazione al Peripato, il che è sintomatico del ruolo che Senarco giocò nella tradizione del commento aristotelico. Almeno nel contesto dell'antica esegesi del De caelo, infatti, Senarco è il nemico alle cui obiezioni occorre rispondere per riaffermare la necessità teorica di uno speciale corpo semplice per spiegare il moto circolare del cielo. Questo atteggiamento nei confronti di Senarco e le sue critiche alla fine risalgono ad Alessandro di Afrodisia e al suo commento al De caelo.
Fu di vedute opposte al maestro anche nel campo della psicologia, affermando che l'anima è «complessione e atto rispetto alla forma, essere per sé, ed allo stesso tempo essere congiunto al corpo» e sue opinioni riguardo all'anima sono citate anche da Alessandro di Afrodisia.
Infine, ci sono testimonianze del fatto che Senarco si fosse interessato non solo di fisica e psicologia, ma anche di etica: Alessandro di Afrodisia, infatti, attribuisce a Senarco e al suo allievo Boeto di Sidone il merito di un tentativo di elaborazione di una dottrina aristotelica della prima cosa appropriata fuori dalla discussione della philia offerta nei libri ottavo e nono dell'Etica Nicomachea.